# Élections législatives de 1958 en Seine-et-Marne
Les élections législatives françaises de 1958 se déroulent les 23 et 30 novembre 1958. Dans le département de Seine-et-Marne, cinq députés sont à élire dans le cadre de cinq circonscriptions.

## Élus
| Circonscription | Député élu       | Parti | Parti |
| --------------- | ---------------- | ----- | ----- |
| 1re             | Marc Jacquet     |       | UNR   |
| 2e              | Guy Chavanne     |       | UNR   |
| 3e              | René Mocquiaux   |       | CR    |
| 4e              | Alain Peyrefitte |       | UNR   |
| 5e              | Pierre Battesti  |       | UNR   |

## Système électoral
Pour la première fois depuis 1936, les élections législatives ont lieu au scrutin uninominal majoritaire à deux tours dans des circonscriptions uninominales.
Est élu au premier tour le candidat qui réunit la majorité absolue des suffrages exprimés et un nombre de voix au moins égal au quart (25 %) des électeurs inscrits dans la circonscription. Si aucun des candidats ne satisfait ces conditions, un second tour est organisé entre les candidats ayant réuni un nombre de voix au moins égal à 5 % des suffrages exprimés. Au second tour, le candidat arrivé en tête est déclaré élu.
Le seuil de qualification, basé sur un pourcentage relativement faible des suffrages exprimés, tend à faciliter l'accès au second tour de plus de deux candidats. Les candidats en lice au second tour peuvent ainsi fréquemment être trois, un cas de figure appelé « triangulaire ». Lorsque quatre candidats s'affrontent au second tour, on parle de « quadrangulaire ».

## Résultats

### Résultats à l'échelle du département
| Parti          | Parti                                            | Premier tour | Premier tour | Second tour | Second tour | Sièges |
| Parti          | Parti                                            | Voix         | %            | Voix        | %           | Sièges |
| -------------- | ------------------------------------------------ | ------------ | ------------ | ----------- | ----------- | ------ |
|                | Union pour la nouvelle République                | 66 637       | 29,81        | 107 837     | 50,22       | 4      |
|                | Modérés                                          | 29 922       | 13,39        | 2 177       | 1,01        | 0      |
|                | Centre national des indépendants et paysans      | 18 385       | 8,22         | 15 064      | 7,01        | 0      |
|                | Droite parlementaire                             | 114 944      | 51,42        | 125 078     | 58,24       | 4      |
|                |                                                  |              |              |             |             |        |
|                | Parti communiste français                        | 49 272       | 22,04        | 54 842      | 25,54       | 0      |
|                | Section française de l'Internationale ouvrière   | 21 298       | 9,53         | 12 336      | 5,74        | 0      |
|                | Mouvement républicain populaire                  | 12 419       | 5,56         | Retrait     | Retrait     | 0      |
|                | Centre républicain                               | 11 061       | 4,95         | 17 536      | 8,17        | 1      |
|                | Union et fraternité française                    | 5 097        | 2,28         | 4 956       | 2,31        | 0      |
|                | Parti républicain, radical et radical-socialiste | 4 987        | 2,23         | Retrait     | Retrait     | 0      |
|                | Union des forces démocratiques                   | 4 065        | 1,82         |             |             | 0      |
|                | Divers                                           | 399          | 0,18         | 0           |             |        |
|                |                                                  |              |              |             |             |        |
| Inscrits       | Inscrits                                         | 290 320      | 100,00       | 290 249     | 100,00      | 5      |
| Abstentions    | Abstentions                                      | 60 858       | 20,96        | 68 917      | 23,74       |        |
| Votants        | Votants                                          | 229 462      | 79,04        | 221 332     | 76,26       |        |
| Blancs et nuls | Blancs et nuls                                   | 5 920        | 2,58         | 6 584       | 2,97        |        |
| Exprimés       | Exprimés                                         | 223 542      | 97,42        | 214 748     | 97,03       |        |

### Résultats par circonscription

#### Première circonscription (Melun)
| Candidat       | Candidat         | Parti          | Premier tour | Premier tour | Second tour | Second tour |  |
| Candidat       | Candidat         | Parti          | Voix         | %            | Voix        | %           |  |
| -------------- | ---------------- | -------------- | ------------ | ------------ | ----------- | ----------- |  |
|                | Marc Jacquet élu | UNR            | 15 227       | 31,29        | 27 104      | 59,88       |  |
|                | Émile Raymond    | Modérés        | 12 797       | 26,3         | Retrait     | Retrait     |  |
|                | Gérard Bordu     | PCF            | 9 278        | 19,07        | 10 606      | 23,43       |  |
|                | Henri Beaudelet  | SFIO           | 5 410        | 11,12        | 7 552       | 16,69       |  |
|                | Paul Lemaire     | MRP            | 3 686        | 7,57         | Retrait     | Retrait     |  |
|                | Guy Pellennec    | UFD            | 2 267        | 4,66         |             |             |  |
|                |                  |                |              |              |             |             |  |
| Inscrits       | Inscrits         | Inscrits       | 63 056       | 100,00       | 63 022      | 100,00      |  |
| Abstentions    | Abstentions      | Abstentions    | 13 087       | 20,75        | 15 727      | 24,95       |  |
| Votants        | Votants          | Votants        | 49 969       | 79,25        | 47 295      | 75,05       |  |
| Blancs et nuls | Blancs et nuls   | Blancs et nuls | 1 304        | 2,61         | 2 033       | 4,3         |  |
| Exprimés       | Exprimés         | Exprimés       | 48 665       | 97,39        | 45 262      | 95,7        |  |

#### Deuxième circonscription (Chelles)
| Candidat       | Candidat         | Parti          | Premier tour | Premier tour | Second tour | Second tour |  |
| Candidat       | Candidat         | Parti          | Voix         | %            | Voix        | %           |  |
| -------------- | ---------------- | -------------- | ------------ | ------------ | ----------- | ----------- |  |
|                | Guy Chavanne élu | UNR (CNIP)     | 21 436       | 44,21        | 30 969      | 65,16       |  |
|                | Laurent Casanova | PCF            | 15 385       | 31,73        | 16 557      | 34,84       |  |
|                | René L'Helguen   | MRP            | 5 760        | 11,88        | Retrait     | Retrait     |  |
|                | Robert Pépin     | SFIO           | 4 106        | 8,47         | Retrait     | Retrait     |  |
|                | Marcel Lestat    | UFD            | 1 798        | 3,71         |             |             |  |
|                |                  |                |              |              |             |             |  |
| Inscrits       | Inscrits         | Inscrits       | 61 308       | 100,00       | 61 249      | 100,00      |  |
| Abstentions    | Abstentions      | Abstentions    | 11 770       | 19,2         | 12 825      | 20,94       |  |
| Votants        | Votants          | Votants        | 49 538       | 80,8         | 48 424      | 79,06       |  |
| Blancs et nuls | Blancs et nuls   | Blancs et nuls | 1 053        | 2,13         | 898         | 1,85        |  |
| Exprimés       | Exprimés         | Exprimés       | 48 485       | 97,87        | 47 526      | 98,15       |  |

#### Troisième circonscription (Meaux)
| Candidat       | Candidat           | Parti          | Premier tour | Premier tour | Second tour | Second tour |  |
| Candidat       | Candidat           | Parti          | Voix         | %            | Voix        | %           |  |
| -------------- | ------------------ | -------------- | ------------ | ------------ | ----------- | ----------- |  |
|                | Paul Barennes      | CNIP           | 13 154       | 29,77        | 15 064      | 34,76       |  |
|                | René Mocquiaux élu | CR (UNR)       | 11 061       | 25,03        | 17 536      | 40,47       |  |
|                | Edmond Marciel     | PCF            | 7 986        | 18,07        | 8 556       | 19,74       |  |
|                | Pierre Crouzet     | SFIO           | 5 395        | 12,21        | Retrait     | Retrait     |  |
|                | Jacques Pipault    | Modérés        | 3 718        | 8,41         | Retrait     | Retrait     |  |
|                | Bernard Giraud     | Modérés        | 2 874        | 6,5          | 2 177       | 5,02        |  |
|                |                    |                |              |              |             |             |  |
| Inscrits       | Inscrits           | Inscrits       | 57 718       | 100,00       | 57 687      | 100,00      |  |
| Abstentions    | Abstentions        | Abstentions    | 12 319       | 21,34        | 13 397      | 23,22       |  |
| Votants        | Votants            | Votants        | 45 399       | 78,66        | 44 290      | 76,78       |  |
| Blancs et nuls | Blancs et nuls     | Blancs et nuls | 1 211        | 2,67         | 957         | 2,16        |  |
| Exprimés       | Exprimés           | Exprimés       | 44 188       | 97,33        | 43 333      | 97,84       |  |

#### Quatrième circonscription (Provins)
| Candidat       | Candidat             | Parti          | Premier tour | Premier tour | Second tour | Second tour |  |
| Candidat       | Candidat             | Parti          | Voix         | %            | Voix        | %           |  |
| -------------- | -------------------- | -------------- | ------------ | ------------ | ----------- | ----------- |  |
|                | Alain Peyrefitte élu | UNR            | 15 283       | 37,55        | 26 064      | 66,16       |  |
|                | André Gautier        | PCF            | 9 099        | 22,36        | 11 044      | 28,03       |  |
|                | Antonin Chopin       | CNIP           | 5 231        | 12,85        | Retrait     | Retrait     |  |
|                | Lucien Bégouin       | Radsoc         | 4 987        | 12,25        | Retrait     | Retrait     |  |
|                | René Michon          | SFIO           | 2 577        | 6,33         | Retrait     | Retrait     |  |
|                | Robert Martin        | UFF            | 2 206        | 5,42         | 2 289       | 5,81        |  |
|                | André Suarnet        | Modérés        | 1 317        | 3,24         |             |             |  |
|                |                      |                |              |              |             |             |  |
| Inscrits       | Inscrits             | Inscrits       | 53 019       | 100,00       | 53 109      | 100,00      |  |
| Abstentions    | Abstentions          | Abstentions    | 11 237       | 21,19        | 12 455      | 23,45       |  |
| Votants        | Votants              | Votants        | 41 782       | 78,81        | 40 654      | 76,55       |  |
| Blancs et nuls | Blancs et nuls       | Blancs et nuls | 1 082        | 2,59         | 1 257       | 3,09        |  |
| Exprimés       | Exprimés             | Exprimés       | 40 700       | 97,41        | 39 397      | 96,91       |  |

#### Cinquième circonscription (Fontainebleau)
| Candidat       | Candidat                              | Parti          | Premier tour | Premier tour | Second tour | Second tour |  |
| Candidat       | Candidat                              | Parti          | Voix         | %            | Voix        | %           |  |
| -------------- | ------------------------------------- | -------------- | ------------ | ------------ | ----------- | ----------- |  |
|                | Pierre Battesti élu                   | UNR            | 14 691       | 35,4         | 23 700      | 60,41       |  |
|                | Étienne Dailly                        | Modérés        | 9 216        | 22,21        | Retrait     | Retrait     |  |
|                | Maurice Chaumeron                     | PCF            | 7 524        | 18,13        | 8 079       | 20,59       |  |
|                | Pierre Jaslet                         | SFIO           | 3 810        | 9,18         | 4 784       | 12,19       |  |
|                | Daniel Morenne                        | MRP            | 2 973        | 7,16         | Retrait     | Retrait     |  |
|                | Guy Pellerin                          | UFF            | 2 891        | 6,97         | 2 667       | 6,8         |  |
|                | A. Ev. R. Geronimi, dit de Saint-Père | Divers         | 399          | 0,96         |             |             |  |
|                |                                       |                |              |              |             |             |  |
| Inscrits       | Inscrits                              | Inscrits       | 55 219       | 100,00       | 55 182      | 100,00      |  |
| Abstentions    | Abstentions                           | Abstentions    | 12 445       | 22,54        | 14 513      | 26,3        |  |
| Votants        | Votants                               | Votants        | 42 774       | 77,46        | 40 669      | 73,7        |  |
| Blancs et nuls | Blancs et nuls                        | Blancs et nuls | 1 270        | 2,97         | 1 439       | 3,54        |  |
| Exprimés       | Exprimés                              | Exprimés       | 41 504       | 97,03        | 39 230      | 96,46       |  |